# Straßenradsport-Europameisterschaften 2020
Die Straßenradsport-Europameisterschaften 2020 (2020 UEC Road European Championships) wurden vom 24. bis 28. August im französischen Plouay in der Bretagne ausgetragen.
Die Straßen-EM ging einen Tag vor dem Start der Tour de France zu Ende. Am Dienstag, dem 25. August, wurden zwischen den ersten beiden Renntagen die UCI-Rennen Grand Prix de Plouay-Bretagne für Frauen und Bretagne Classic – Ouest-France für Männer ausgetragen.
Bei den Europameisterschaften wurden insgesamt 13 Titel vergeben, sechs im Straßenrennen, sechs im Einzelzeitfahren sowie einer in der Mixed-Staffel.
Ursprünglich waren die Europameisterschaften vom 9. bis 13. September 2020 in der italienischen Stadt Trient geplant. Im Mai 2020 wurde von der UEC bekannt gegeben, dass die Europameisterschaften für 2020 abgesagt und nach 2021 am selben Austragungsort verschoben werden. Als Termine waren der 1. bis 5. sowie 8. bis 12. September 2021 im Gespräch. Die Veranstaltung fand schließlich vom 8.–12. September statt. Siehe UEC-Straßen-Europameisterschaften 2021.

## Zeitplan
| Datum                  | Zeit (MEZ) | Wettkampf                       | Distanz (km) | Europameister 2019    | Europameister 2020      |
| ---------------------- | ---------- | ------------------------------- | ------------ | --------------------- | ----------------------- |
| Montag, 24. August     | 09:00      | Juniorinnen – Einzelzeitfahren  | 25,6         | Shirin van Anrooij    | Elise Uijen             |
| Montag, 24. August     | 10:25      | Junioren – Einzelzeitfahren     | 25,6         | Andrea Piccolo        | Mathias Vacek           |
| Montag, 24. August     | 12:00      | Frauen U23 – Einzelzeitfahren   | 25,6         | Hannah Ludwig         | Hannah Ludwig           |
| Montag, 24. August     | 13:10      | Männer U23 – Einzelzeitfahren   | 25,6         | Johan Price-Pejtersen | Andreas Leknessund      |
| Montag, 24. August     | 14:30      | Frauen Elite – Einzelzeitfahren | 25,6         | Ellen van Dijk        | Anna van der Breggen    |
| Montag, 24. August     | 16:10      | Männer Elite – Einzelzeitfahren | 25,6         | Remco Evenepoel       | Stefan Küng             |
| Dienstag, 25. August   | 08:40      | Grand Prix de Plouay-Bretagne   | 101,1        | Lizzie Deignan        | Lizzie Deignan          |
| Dienstag, 25. August   | 09:40      | Bretagne Classic – Ouest-France | 250,0        | Michael Matthews      | Michael Matthews        |
| Mittwoch, 26. August   | 09:00      | Frauen U23 – Straßenrennen      | 81,9         | Letizia Paternoster   | Elisa Balsamo           |
| Mittwoch, 26. August   | 12:00      | Männer Elite – Straßenrennen    | 177,45       | Elia Viviani          | Giacomo Nizzolo         |
| Donnerstag, 27. August | 09:00      | Männer U23 – Straßenrennen      | 136,5        | Alberto Dainese       | Jonas Iversby Hvideberg |
| Donnerstag, 27. August | 13:00      | Frauen Elite – Straßenrennen    | 109,2        | Amy Pieters           | Annemiek van Vleuten    |
| Freitag, 28. August    | 09:00      | Juniorinnen – Straßenrennen     | 68,25        | Ilse Pluimers         | Eleonora Gasparrini     |
| Freitag, 28. August    | 11:20      | Junioren – Straßenrennen        | 109,2        | Andrij Ponomar        | Kasper Andersen         |
| Freitag, 28. August    | 14:30      | Mixed-Staffel                   | 54,5         | Niederlande           | Deutschland             |

## Strecken
Die Zeitfahrstrecke ist für alle Kategorien gleich und besteht aus einem 25,6 Kilometer langen Rundkurs. Er besteht aus Bergauf- und Bergabpassagen. Auf den letzten Kilometern befindet sich der Restergal (1500 Meter hoch mit 4,2 Prozent).
Der Rundkurs für das Straßenrennen ist 13,65 Kilometer lang. Er umfasst drei Aufstiege: die Côte du Lézot (1400 Meter mit 3,9 Prozent), der Anstieg des Lann Payot (1300 Meter mit 2,6 Prozent) und die Côte de Restergal. Die Rennstrecke entspricht in etwa der der UCI-Straßen-Weltmeisterschaften 2000.

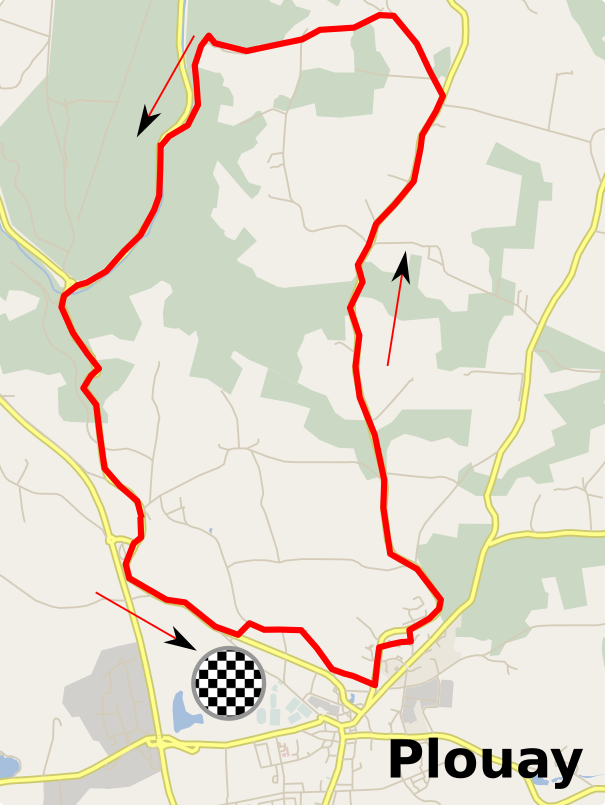
Strecke des Straßenrennens
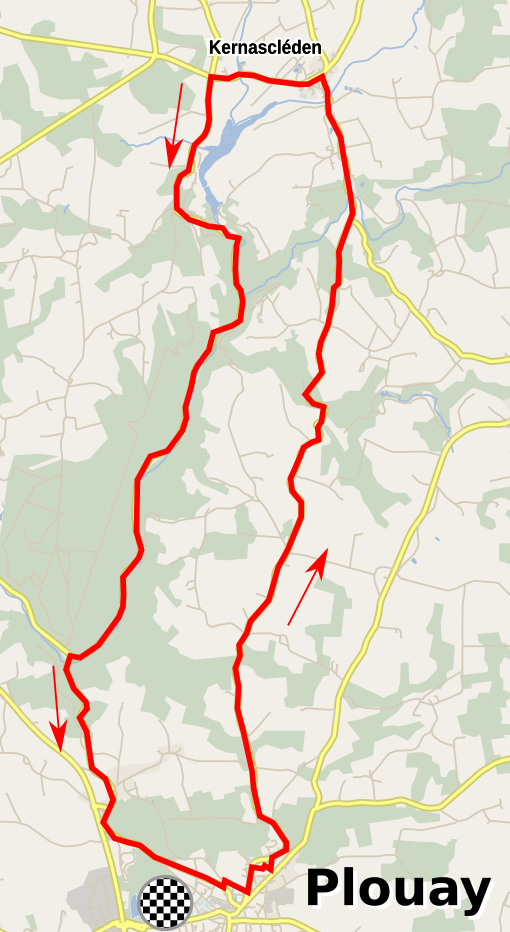
Strecke des Einzelzeitfahrens

## Resultate

### Frauen Elite

#### Straßenrennen
| Platz | Sportlerin           | Land | Zeit (h)  |
| ----- | -------------------- | ---- | --------- |
| 1     | Annemiek van Vleuten | NED  | 2:50:46   |
| 2     | Elisa Longo Borghini | ITA  | gl. Zeit  |
| 3     | Katarzyna Niewiadoma | POL  | + 0:00:05 |
| 4     | Chantal Blaak        | NED  | gl. Zeit  |
| 5     | Audrey Cordon        | FRA  | + 0:02:29 |
| 6     | Lisa Brennauer       | GER  | + 0:03:27 |
| 7     | Lotte Kopecky        | BEL  | gl. Zeit  |
| 8     | Marianne Vos         | NED  | gl. Zeit  |
| 9     | Elena Cecchini       | NED  | gl. Zeit  |
| 10    | Amy Pieters          | NED  | gl. Zeit  |
| …     |                      |      |           |
| 12    | Christine Majerus    | LUX  | gl. Zeit  |
| 14    | Elise Chabbey        | SUI  | gl. Zeit  |
| 15    | Marlen Reusser       | SUI  | gl. Zeit  |
| 45    | Melanie Maurer       | SUI  | gl. Zeit  |
| 48    | Clara Koppenburg     | GER  | + 0:11:49 |

Streckenlänge: 109,2 Kilometer.

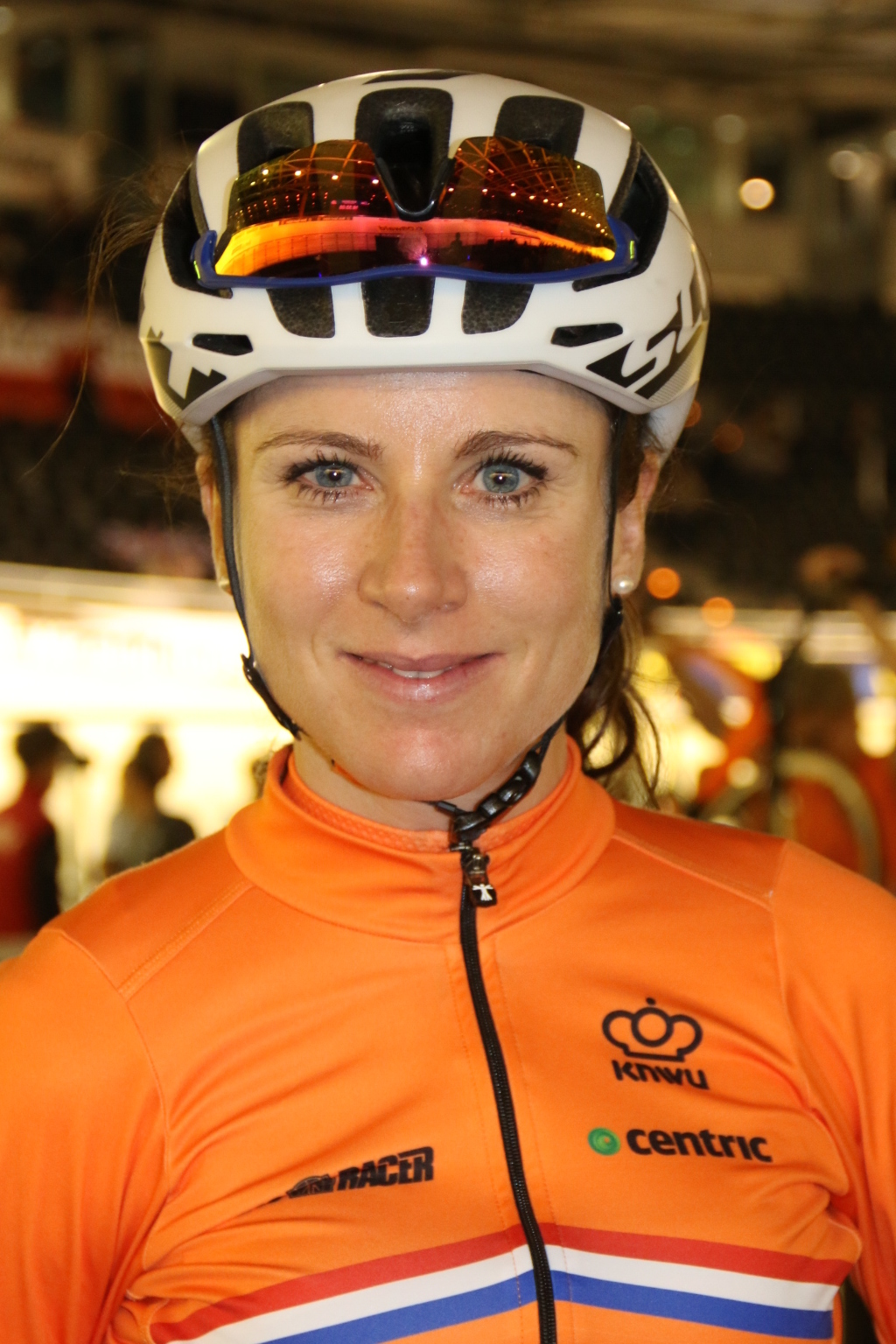
Annemiek van Vleuten wurde europäische Straßenmeisterin

95 Fahrerinnen gingen an den Start, von denen 51 das Ziel erreichten. Die deutschen Fahrerinnen Lisa Klein, Mieke Kröger, Kathrin Hammes, Romy Kasper, Charlotte Becker und Trixi Worrack, die Österreicherinnen Kathrin Schweinberger und Angelika Tazreiter sowie die Schweizerin Kathrin Stirnemann gaben das Rennen auf.
Die Mannschaften der Niederlande und von Italien dominierten das Rennen von Beginn an. In den letzten Runden verblieb eine Gruppe von zehn Fahrerinnen an der Spitze. 40 Kilometer vor dem Ziel lösten sich Annemiek van Vleuten, Elisa Longo Borghini und Katarzyna Niewiadoma aus dieser Gruppe, gefolgt von Chantal Blaak. Es folgten mehrere Ausreißversuche, schließlich war Longo Borghini zwei Kilometer vor dem Ziel erfolgreich, wurde aber von van Vleuten gestellt. Annemiek van Vleuten gewann das Rennen im Zielsprint.

#### Einzelzeitfahren

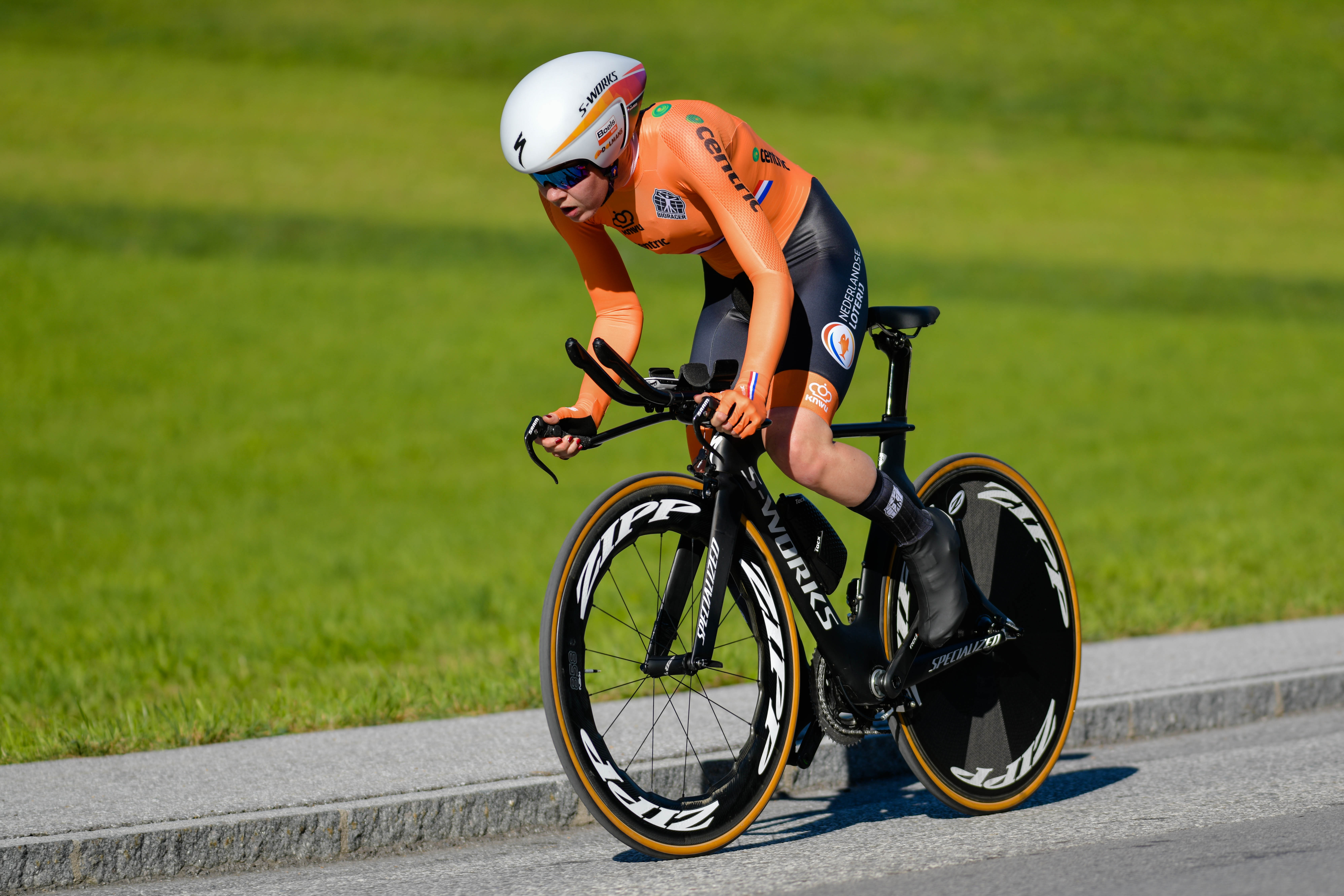
Anna van der Breggen (hier bei der WM 2018) gewann den Zeitfahrtitel bei den Frauen

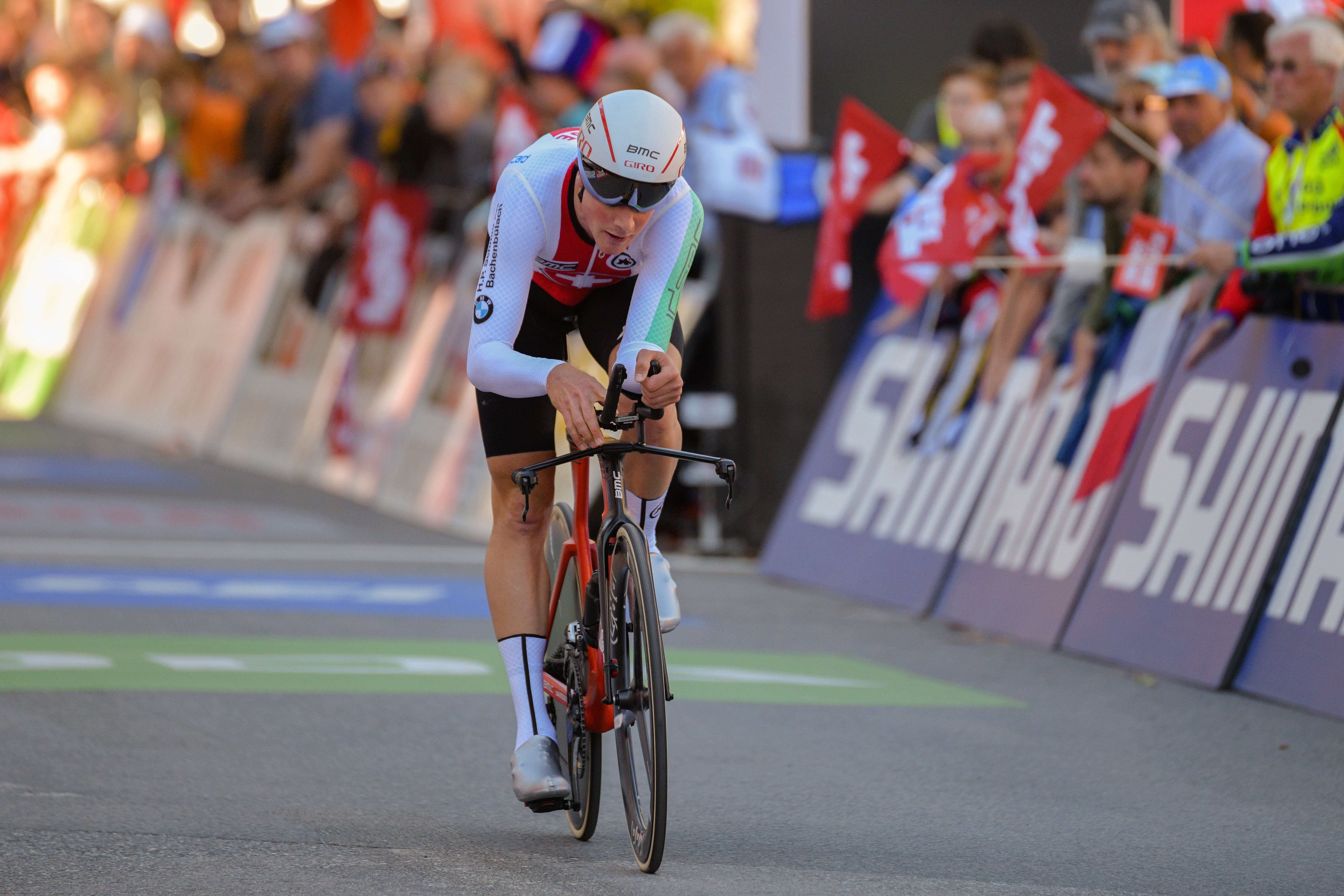
Stefan Küng (hier bei der WM 2018) wurde Europameister im Einzelzeitfahren

| Platz | Athletin             | Land | Zeit (min)            | Abstand (min) |
| ----- | -------------------- | ---- | --------------------- | ------------- |
| 1     | Anna van der Breggen | NED  | 34:03,92 (45,09 km/h) |               |
| 2     | Ellen van Dijk       | NED  | 34:34,17              | + 0:31        |
| 3     | Marlen Reusser       | SUI  | 35:02,97              | + 0:59        |
| 4     | Lisa Brennauer       | GER  | 35:17,35              | + 1:14        |
| 5     | Vittoria Bussi       | ITA  | 35:36,42              | + 1:33        |
| 6     | Juliette Labous      | FRA  | 35:47,38              | + 1:44        |
| 7     | Anna Plichta         | ITA  | 35:47,71              | + 1:44        |
| 8     | Alena Amjaljussik    | BLR  | 35:49.64              | + 1:46        |
| 9     | Lisa Klein           | GER  | 35:52,47              | + 1:49        |
| 10    | Audrey Cordon        | FRA  | 36:12,36              | + 2:09        |
| …     |                      |      |                       |               |
| 11    | Anna Kiesenhofer     | AUT  | 36:13,69              | + 2:10        |
| 12    | Elise Chabbey        | SUI  | 36:20,88              | + 2:17        |

Streckenlänge: 25,6 Kilometer

Es starteten 26 Fahrerinnen.

### Männer Elite

#### Straßenrennen
| Platz | Athlet                | Land | Zeit                   |
| ----- | --------------------- | ---- | ---------------------- |
| 1     | Giacomo Nizzolo       | ITA  | 4:12:23h (42,184 km/h) |
| 2     | Arnaud Démare         | FRA  | gl. Zeit               |
| 3     | Pascal Ackermann      | GER  | gl. Zeit               |
| 4     | Mathieu van der Poel  | NED  | gl. Zeit               |
| 5     | Jasper Stuyven        | BEL  | gl. Zeit               |
| 6     | Davide Ballerini      | ITA  | gl. Zeit               |
| 7     | Maciej Paterski       | POL  | gl. Zeit               |
| 8     | Ivan Garcia Cortina   | ESP  | gl. Zeit               |
| 9     | Adam Ťoupalík         | CZE  | gl. Zeit               |
| 10    | Benoît Cosnefroy      | FRA  | gl. Zeit               |
| …     |                       |      |                        |
| 11    | Michael Albasini      | SUI  | gl. Zeit               |
| 22    | Roland Thalmann       | SUI  | gl. Zeit               |
| 23    | Tom Wirtgen           | LUX  | gl. Zeit               |
| 47    | Sebastian Schönberger | AUT  | + 0:11                 |
| 50    | Joel Suter            | SUI  | + 0:11                 |
| 58    | Claudio Imhof         | SUI  | + 03:27                |
| 59    | Johan Jacobs          | SUI  | + 03:27                |
| 61    | Daniel Auer           | AUT  | + 05:25                |
| 69    | Jannik Steimle        | GER  | + 05:31                |
| 71    | Stephan Rabitsch      | AUT  | + 05:31                |
| 72    | Juri Hollmann         | GER  | + 05:31                |
| 82    | Fabian Lienhard       | SUI  | + 08:26                |
| 86    | Jan Petelin           | LUX  | + 08:26                |
| 88    | Nico Denz             | GER  | + 08:26                |
| 95    | Tom Bohli             | SUI  | + 08:26                |

Streckenlänge: 177,45 Kilometer

Es gingen 153 Fahrer an den Start, von denen 53 das Rennen aufgaben, darunter die Deutschen Michael Schwarzmann, Rüdiger Selig und Andreas Schillinger nach Stürzen sowie Justin Wolf, der Österreicher Patrick Gamper, der Schweizer Reto Hollenstein und die Luxemburger Kevin Geniets und Jean-Pierre Drucker.
Über 100 Kilometer führten vier Fahrer das Rennen an, Andreas Miltiades aus Zypern, Dušan Rajović aus Serbien, Paweł Bernas aus Polen und Emil Dima aus Rumänien. Anschließend schloss sich das Peloton wieder zusammen. Weitere Attacken durch belgische und niederländische Fahrer sowie zwei Kilometer vor dem Ziel durch den Briten Thomas Pidcock und den Portugiesen Ruben Guerreiro wurden von der Mannschaft Italiens erfolgreich beendet. Nachdem diese beiden Fahrer eingeholt worden waren, bereiteten die Italiener Davide Ballerini und Davide Cimolai den Sprint für Giacomo Nizzolo vor, der vor Arnaud Démare nach Fotofinish zum Sieger erklärt wurde. Der Deutsche Pascal Ackermann belegte Platz drei, nachdem seine Helfer nach Stürzen hatten ausscheiden müssen.

#### Einzelzeitfahren
| Platz | Athlet             | Land | Zeit (min)            | Abstand (min) |
| ----- | ------------------ | ---- | --------------------- | ------------- |
| 1     | Stefan Küng        | SUI  | 30:18,11 (50,69 km/h) |               |
| 2     | Rémi Cavagna       | FRA  | 30:35,23              | + 0:18        |
| 3     | Victor Campenaerts | BEL  | 30:39,42              | + 0:22        |
| 4     | Alex Dowsett       | GBR  | 31:21,64              | + 1:04        |
| 5     | Edoardo Affini     | ITA  | 31:33,23              | + 1:16        |
| 6     | Jan Tratnik        | SLO  | 31:44,22              | + 1:27        |
| 7     | Justin Wolf        | GER  | 31:48,24              | + 1:31        |
| 8     | Ryan Mullen        | IRL  | 31:59,46              | + 1:42        |
| 9     | Jan Bárta          | CZE  | 32:01,89              | + 1:44        |
| 10    | Anthony Roux       | FRA  | 32:21,71              | + 2:04        |
| …     |                    |      |                       |               |
| 12    | Juri Hollmann      | GER  | 32:48,26              | + 2:31        |
| 16    | Claudio Imhof      | SUI  | 33:04,48              | + 2:47        |

Streckenlänge: 25,6 Kilometer

Es gingen 27 Fahrer an den Start.

### Männer / Frauen Elite Mixed-Staffel
| Platz | Land        | Mannschaft | Fahrer                                          | Zeit (min) | Mannschaft | Fahrerinnen                                     | Zeit (min) | Gesamtzeit (min)        | Abstand (min) |
| ----- | ----------- | ---------- | ----------------------------------------------- | ---------- | ---------- | ----------------------------------------------- | ---------- | ----------------------- | ------------- |
| 1     | Deutschland | Männer     | Miguel Heidemann Justin Wolf Michel Heßmann     |            | Frauen     | Lisa Brennauer Lisa Klein Mieke Kröger          |            | 1:14:14,86 (44,12 km/h) |               |
| 2     | Schweiz     | Männer     | Claudio Imhof Stefan Bissegger Robin Froidevaux |            | Frauen     | Kathrin Stirnemann Marlen Reusser Elise Chabbey |            | 1:14:40,18 (43,87 km/h) | + 0:26        |
| 3     | Italien     | Männer     | Liam Bertazzo Edoardo Affini Davide Plebani     |            | Frauen     | Vittoria Bussi Elena Cecchini Vittoria Guazzini |            | 1:16:49,44 (42,64 km/h) | + 2:35        |

Streckenlänge: 54,5 Kilometer.

Es gingen 6 Mannschaften an den Start.

### Frauen U23
| Straßenrennen (81,9 km) |                        |      |                       |
| Platz                   | Sportlerin             | Land | Zeit (h)              |
|                         | Elisa Balsamo          | ITA  | 2:15:27 (36,275 km/h) |
|                         | Lonneke Uneken         | NED  | gl. Zeit              |
|                         | Emma Cecilie Norsgaard | DEN  | gl. Zeit              |

| Einzelzeitfahren (25,6 km) |                 |      |                       |
| Platz                      | Sportlerin      | Land | Zeit (min)            |
|                            | Hannah Ludwig   | GER  | 35:53,29 (42,80 km/h) |
|                            | Franziska Koch  | GER  | + 0:25                |
|                            | Marta Jaskulska | POL  | + 1:19                |

### Männer U23
| Straßenrennen (136,5 km) |                         |      |                        |
| Platz                    | Sportler                | Land | Zeit (h)               |
|                          | Jonas Iversby Hvideberg | NOR  | 3:11:17h (42,813 km/h) |
|                          | Anthon Charmig          | DEN  | gl. Zeit               |
|                          | Vojtěch Řepa            | CZE  | + 00:00:02             |

| Einzelzeitfahren (25,6 km) |                    |      |                       |
| Platz                      | Sportler           | Land | Zeit (min)            |
|                            | Andreas Leknessund | NOR  | 30:58,09 (49,60 km/h) |
|                            | Stefan Bissegger   | SUI  | + 0:24                |
|                            | Ilan Van Wilder    | BEL  | + 0:29                |

### Juniorinnen
| Straßenrennen (68,25 km) |                     |      |                       |
| Platz                    | Sportlerin          | Land | Zeit (h)              |
|                          | Eleonora Gasparrini | ITA  | 1:54:22 (35,805 km/h) |
|                          | Marith Vanhove      | BEL  | gl. Zeit              |
|                          | Katrijn De Clercq   | BEL  | gl. Zeit              |

| Einzelzeitfahren (25,6 km) |                   |      |                       |
| Platz                      | Sportlerin        | Land | Zeit (min)            |
|                            | Elise Uijen       | NED  | 37:24,87 (41,05 km/h) |
|                            | Maëva Squiban     | FRA  | + 1:01                |
|                            | Carlotta Cipressi | ITA  | + 1:28                |

### Junioren
| Straßenrennen (109,2 km) |                 |      |                       |
| Platz                    | Sportler        | Land | Zeit (h)              |
|                          | Kasper Andersen | DEN  | 2:38:28 (42,342 km/h) |
|                          | Pavel Bittner   | CZE  | gl. Zeit              |
|                          | Arnaud De Lie   | BEL  | gl. Zeit              |

| Einzelzeitfahren (25,6 km) |                |      |                       |
| Platz                      | Sportler       | Land | Zeit (min)            |
|                            | Mathias Vacek  | CZE  | 32:39,13 (47,04 km/h) |
|                            | Marco Brenner  | GER  | + 0:04                |
|                            | Lorenzo Milesi | ITA  | + 0:18                |

## Medaillenspiegel
| Rang  | Land        | Gold | Silber | Bronze | Gesamt |
| ----- | ----------- | ---- | ------ | ------ | ------ |
| 1     | Niederlande | 3    | 2      | –      | 5      |
| 2     | Italien     | 3    | 1      | 3      | 7      |
| 3     | Deutschland | 2    | 2      | 1      | 5      |
| 4     | Norwegen    | 2    | –      | –      | 2      |
| 5     | Schweiz     | 1    | 2      | 1      | 4      |
| 6     | Tschechien  | 1    | 1      | 1      | 3      |
| 6     | Dänemark    | 1    | 1      | 1      | 3      |
| 8     | Frankreich  | –    | 3      | –      | 3      |
| 9     | Belgien     | –    | 1      | 4      | 5      |
| 10    | Polen       | –    | –      | 2      | 2      |
| Total | Total       | 13   | 13     | 13     | 39     |

## Aufgebote

### Bund Deutscher Radfahrer
- Elite Frauen: Charlotte Becker, Lisa Brennauer, Kathrin Hammes, Romy Kasper, Lisa Klein, Clara Koppenburg, Mieke Kröger, Trixi Worrack, Tanja Erath (Ersatzfahrerin)
- Elite Männer: Pascal Ackermann, Nico Denz, Juri Hollmann, Marco Mathis, Jonas Rutsch, Andreas Schillinger, Michael Schwarzmann, Rüdiger Selig, Justin Wolf
- U23 Frauen: Katharina Hechler, Dorothea Heitzmann, Franziska Koch, Hannah Ludwig, Christa Riffel, Lea Lin Teutenberg, Finja Smekal (Ersatzfahrerin)
- U23 Männer: Johannes Adamietz, Jakob Geßner, Miguel Heidemann, Kim Heiduk, Leon Heinschke, Michel Heßmann, Henrik Pakalski, Hannes Wilksch
- Juniorinnen: Hannah Buch, Hanna Dopjans, Lana Eberle, Paula Leonhardt, Lucy Mayrhofer, Linda Riedmann, Lea Waldhoff
- Junioren: Marco Brenner, Roman Duckert, Moritz Kärsten, Luis Lührs, Kieron Steinmann, Tim Torn Teutenberg

### Österreichischer Radsport-Verband
- Elite Frauen: Anna Kiesenhofer, Angelika Tazreiter, Kathrin Schweinberger
- Elite Männer: Daniel Auer, Patrick Gamper, Stephan Rabitsch, Sebastian Schönberger
- U23 Männer: Tobias Bayer, Marco Friedrich, Valentin Götzinger, Florian Kierner, Markus Wildauer
- Junioren: Paul Buschek, Marco Schrettl

### Swiss Cycling
- Elite Frauen: Elise Chabbey, Melanie Maurer, Marlen Reusser, Kathrin Stirnemann
- Elite Männer: Michael Albasini, Tom Bohli, Claudio Imhof, Johan Jacobs, Stefan Küng, Fabian Lienhard, Joel Suter, Roland Thalmann
- U23 Frauen: Noëlle Buri, Léna Mettraux, Lara Krähemann, Noemi Rüegg
- U23 Männer: Alexandre Balmer, Stefan Bissegger, Antoine Debons, Robin Froidevaux, Mauro Schmid, Joab Schneiter, Valère Thiébaud
- Juniorinnen: Elisa Alvarez, Annika Liehner, Joline Winterberg, Linda Zanetti
- Junioren: Nils Aebersold, Fabio Christen, Robin Donzé, Yanis-Eric Markwalder, Arnaud Tendon, Fabian Weiss